# Gembes
Ne doit pas être confondu avec Jambes.
Gembes [ʒɛ̃ːb] (en wallon Djimbe) est une section de la commune belge de Daverdisse située en Région wallonne dans la province de Luxembourg.
C'était une commune à part entière avant la fusion des communes de 1977.

## Démographie
- Source: INS recensements population

## Histoire
Commune du département de Sambre-et-Meuse sous le régime français, et section de Haut-Fays de 1823 au 31 décembre 1837, Gembes est ensuite transférée dans la province de Luxembourg après 1839.
Gembes est le principal village de la vallée de l'Almache. Il est juché sur une colline qu'entourent l'Almache et la Rancenne. Son territoire actuel dépendait autrefois du duché de Bouillon (seigneurie de Gembes) et du duché de Luxembourg (seigneurie de Sclassin) ce qui explique la présence de deux moulins, le moulin de Gembes près du confluent de la Rancenne et de l'Almache et l'ancien moulin du Mont sur la Rancenne et du Château-ferme de Mont ou de Villers-Masbourg (XVIIIe siècle).

## Patrimoine et culture

### Patrimoine architectural
Le pont des Gades, classé.

## Personnalités
Parmi les artistes contemporains, on peut tout particulièrement relever l'écrivain (poésie, souvenirs, roman) Raymond Wilvers (1948-2008): L'Anar envoûté, Au Paradis de mon enfance - relatant sa jeunesse gemboise jusqu'à ses douze ans et son entrée au Collège d'Alzon à Bure -, Le Syndrome de Wilvers, Profession : Receveur de l'Enregistrement, Daphné et Une Ardeur de stance : Poètes de la Verte Province)